# Sarcolaena eriophora
Sarcolaena eriophora – gatunek z rodziny Sarcolaenaceae. Występującego naturalnie na Madagaskarze, na terenach dawnych prowincji Antananarywa, Toamasina oraz Toliara. 
Występuje na obszarze 80 177 km².
Według Czerwonej Księgi jest gatunkiem niższego ryzyka.